# Conrad Wahn
Conrad Wahn, né le 12 octobre 1851 à Niederaula, mort le 14 décembre 1927 à Kornelimünster, fut un architecte allemand et architecte en chef de la ville de Metz pendant l'Annexion allemande.

## Biographie
Architecte en chef de la Ville de Metz à partir de 1887, Conrad Wahn travailla au cours de sa carrière sur de nombreux projets architecturaux, religieux et civils. Conrad Wahn travailla notamment sur le projet d'une école élémentaire dans le quartier Saint-Eucaire en 1890-1891. Il travailla ensuite sur le projet de restauration de l'église Sainte-Ségolène de 1896 à 1898, en reconstruisant une élégante façade de style néo-gothique, encadrée de tours jumelles élancées.
Conrad Wahn travailla ensuite sur l'ambitieux projet du temple Neuf de 1901 à 1904. L'édifice est idéalement placé sur l’île du Petit-Saulcy. Construite en grès, dans un style néo-roman rhénan, l'église s'inscrit parfaitement dans le paysage urbain. Il fut inauguré par le Kaiser Guillaume II d'Allemagne et la Kaiserin Augusta-Victoria de Schleswig-Holstein-Sonderbourg-Augustenbourg.
En 1902-1903, Wahn conçut les plans de la nouvelle ville, nommée aujourd'hui Quartier impérial, devant relier le centre-ville aux communes avoisinantes du Sablon et de Montigny-lès-Metz. Les grands axes de circulation rayonnant de la gare vers les différents quartiers de Metz sont dictés par des considérations stratégiques, Metz étant alors l'une des plus grandes places fortes du Reich.
Le talent de Wahn se retrouve à la Villa Wahn, construite avenue Foch dans un style néo-Renaissance, en 1903. Wahn conçut enfin les plans du lycée Georges-de-La-Tour en 1910.

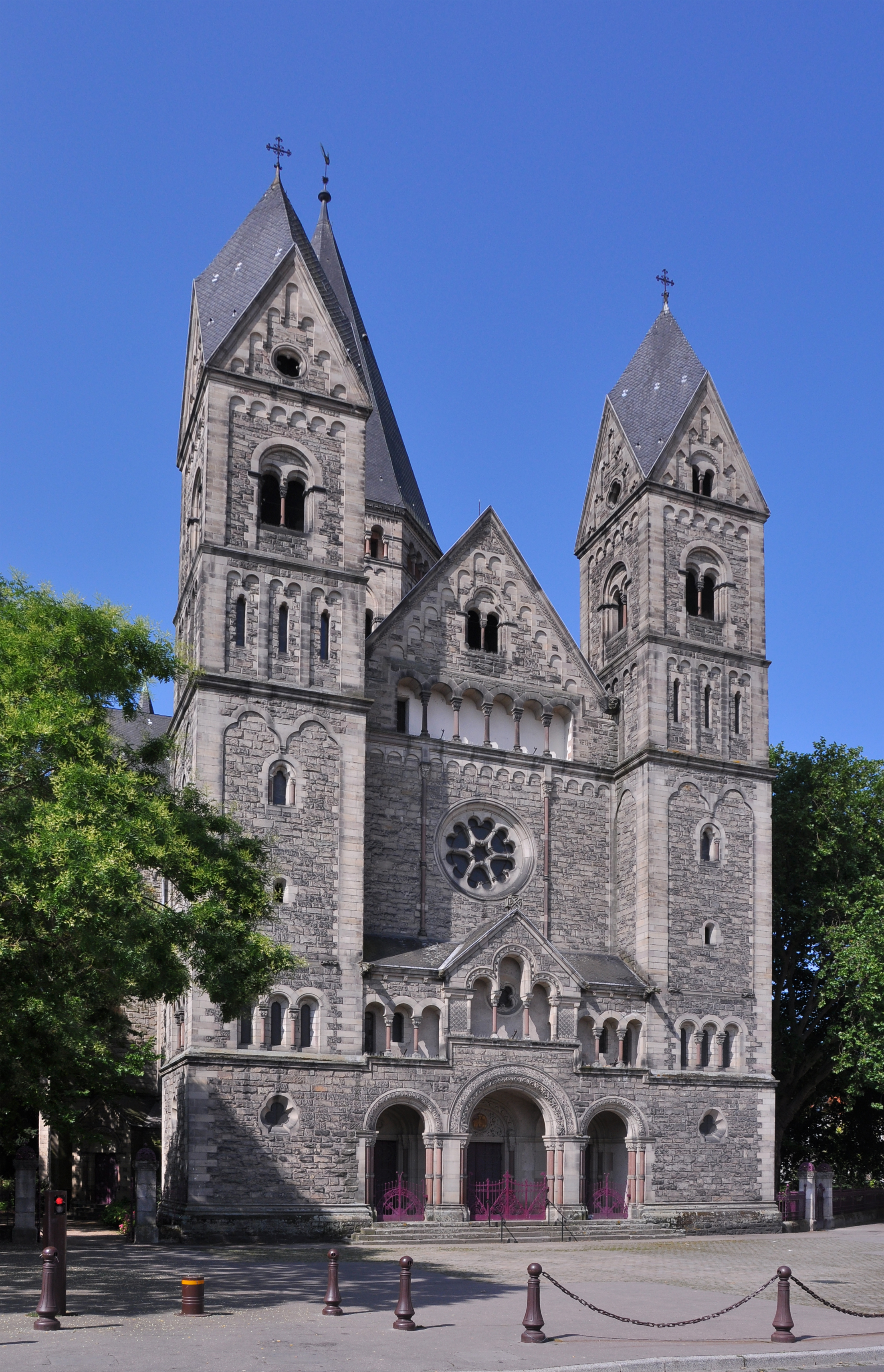
Le Temple Neuf à Metz

## Son Œuvre
- Église Saint-Nicolas de L'Hôpital, (transformation néogothique), 1882-1886
- Städtische Knabenschule (Metz) 1890-1891
- Église Saint-Jean-Baptiste d'Algrange 1891-1892
- Villa Wahn, 18 avenue Foch (Metz) 1904
- Temple Neuf (Metz) 1904
- Volksschule in der Paixhansstrasse (Metz) 1904-1907
- Höhere Mädchenschule (Metz) 1910